# Sacred Heart
Albums de Dio
The Last in Line
(1984) Dream Evil
(1987)
Singles
1. Rock 'n' Roll Children
Sortie : Août 1985
2. Hungry for Heaven
Sortie : Octobre 1985

Sacred Heart est le troisième album studio du groupe de heavy metal américain Dio. Publié en 1985, cet album est certifié disque d'or par la RIAA depuis octobre 1985. Sacred Heart est le dernier album du groupe enregistré avec le guitariste Vivian Campbell. C'est aussi le dernier album du groupe ayant obtenu une certification, son relatif succès annonçant le déclin commercial de la formation.
L'album s'est hissé à la 29e place dans les charts américains et s'est classé à la même position que l'album précédent du groupe au Royaume-Uni, à savoir la 4e place au classement britannique.

## Liste des titres
Toutes les paroles sont écrites par Ronnie James Dio.
| No | Titre                    | Musique                                                     | Durée |
| -- | ------------------------ | ----------------------------------------------------------- | ----- |
| 1. | King of Rock and Roll    | Ronnie James Dio, Jimmy Bain, Vivian Campbell, Vinny Appice | 3:49  |
| 2. | Sacred Heart             | Ronnie James Dio, Jimmy Bain, Vivian Campbell, Vinny Appice | 6:27  |
| 3. | Another Lie              | Ronnie James Dio                                            | 3:48  |
| 4. | Rock 'n' Roll Children   | Ronnie James Dio                                            | 4:32  |
| 5. | Hungry for Heaven        | Ronnie James Dio, Jimmy Bain                                | 4:10  |
| 6. | Like the Beat of a Heart | Ronnie James Dio, Jimmy Bain                                | 4:24  |
| 7. | Just Another Day         | Ronnie James Dio, Vivian Campbell                           | 3:23  |
| 8. | Fallen Angels            | Ronnie James Dio, Jimmy Bain, Vivian Campbell, Vinny Appice | 3:57  |
| 9. | Shoot, Shoot             | Ronnie James Dio, Jimmy Bain, Vivian Campbell, Vinny Appice | 4:20  |

## Classements
| Album (1985)                       | Pays | Pays | Pays | Pays  | Pays  | Pays  | Pays  | Pays  | Pays  |
| Album (1985)                       | R-U  | SUE  | NOR  | ALL   | AUT   | SUI   | P-B   | USA   | CAN   |
| ---------------------------------- | ---- | ---- | ---- | ----- | ----- | ----- | ----- | ----- | ----- |
| Meilleure position                 | N° 4 | N° 6 | N° 8 | N° 12 | N° 13 | N° 14 | N° 15 | N° 29 | N° 35 |
| Nombre de semaines dans les charts | 6    | 5    | 11   | 11    | 4     | 3     | 5     | 29    | ?     |

| Année | Position                   |       |
| ----- | -------------------------- | ----- |
| Année | USA Mainstream Rock Tracks |       |
| 1985  | Hungry for Heaven          | N° 30 |
| 1985  | Rock 'N' Roll Children     | N° 26 |

## Composition du groupe
- Ronnie James Dio – chants
- Vivian Campbell – guitare
- Jimmy Bain – basse
- Vinny Appice – batterie
- Claude Schnell – claviers
- Illustration par Robert Florczak